# Scott Lowell
Scott Lowell est un acteur américain né le 22 février 1965  à Denver (Colorado, États-Unis).

## Biographie
Scott Lowell est né à Denver au Colorado le 22 février 1965, et a grandi dans le Connecticut. Il est diplômé de l’Université du Connecticut en théâtre, et a étudié l’Art Dramatique au National Theatre Institute.
Avant de déménager pour Los Angeles, il a une carrière théâtrale à Chicago durant dix années, en jouant dans des productions comme Picasso at the Lapin Agile, Assassins, Light Up the Sky, Un chant de Noël, Chicago Conspiracy Trial et A Perfect Ganesh.
Il a son premier rôle à la télévision dans Demain à la une. Il apparaît dans les séries Frasier, Esprits criminels (Criminal Minds), Caroline in the City, Queer as Folk et dans plusieurs publicités (pour Nike par exemple). Au cinéma, il interprète Ludwig van Beethoven dans Opus 27. Au théâtre, on peut notamment le voir dans la production de Present Laughter au Pasadena Playhouse (en), à Pasadena dans le comté de Los Angeles, en Californie.

## Filmographie

### Séries télévisées
- 1995 : Caroline in the City
- 1999 : Frasier : Chuck Ranberg
- 2000-2005 : Queer as Folk : Theodore 'Ted' Schmidt
- 2007 : Esprits criminels : Mike Hicks
- 2008 : Leverage : Andrew Grant
- 2008 : American Dad! : Barney (voix)
- 2009 : Heroes : Professeur d’algèbre
- 2010 : Bones (saison 6, épisode 17 : L’Herbe sous le pied) : Dr Douglas Filmore
- 2010 : NCIS : Enquêtes spéciales : Terry Thomas
- 2010 : The Defenders : Conlon
- 2011 : Les Experts : Manhattan : Coach Dwight Gavin
- 2011 : Castle : David Hernande
- 2012 : Les Experts : Avocat Kevin Pierson
- 2013 : The Fosters : Dr Aldicott (Saison 1 Épisode 9)
- 2014 : Bones : Dr Douglas Filmore

### Cinéma
- 1996 : Opus 27 : Beethoven
- 1999 : Love Bites : Ian
- 1999 : The Debtors : George
- 2000 : Ladies Room LA : Dan
- 2000 : Damned If You Do
- 2006 : Trapped Ashes : Henry
- 2007 : Ping Pong Playa : Tom
- 2008 : Scubaman
- 2009 : Walter's Wife : Walter
- 2011 : Dinner with Fred : Heywood Flannigan
- 2011 : The Chicago 8 : Richard Schultz
- 2014 : Better Half : Zack Riley

### Spots publicitaires
- Nike
- Lexus
- Rent-A-Car